# Naga

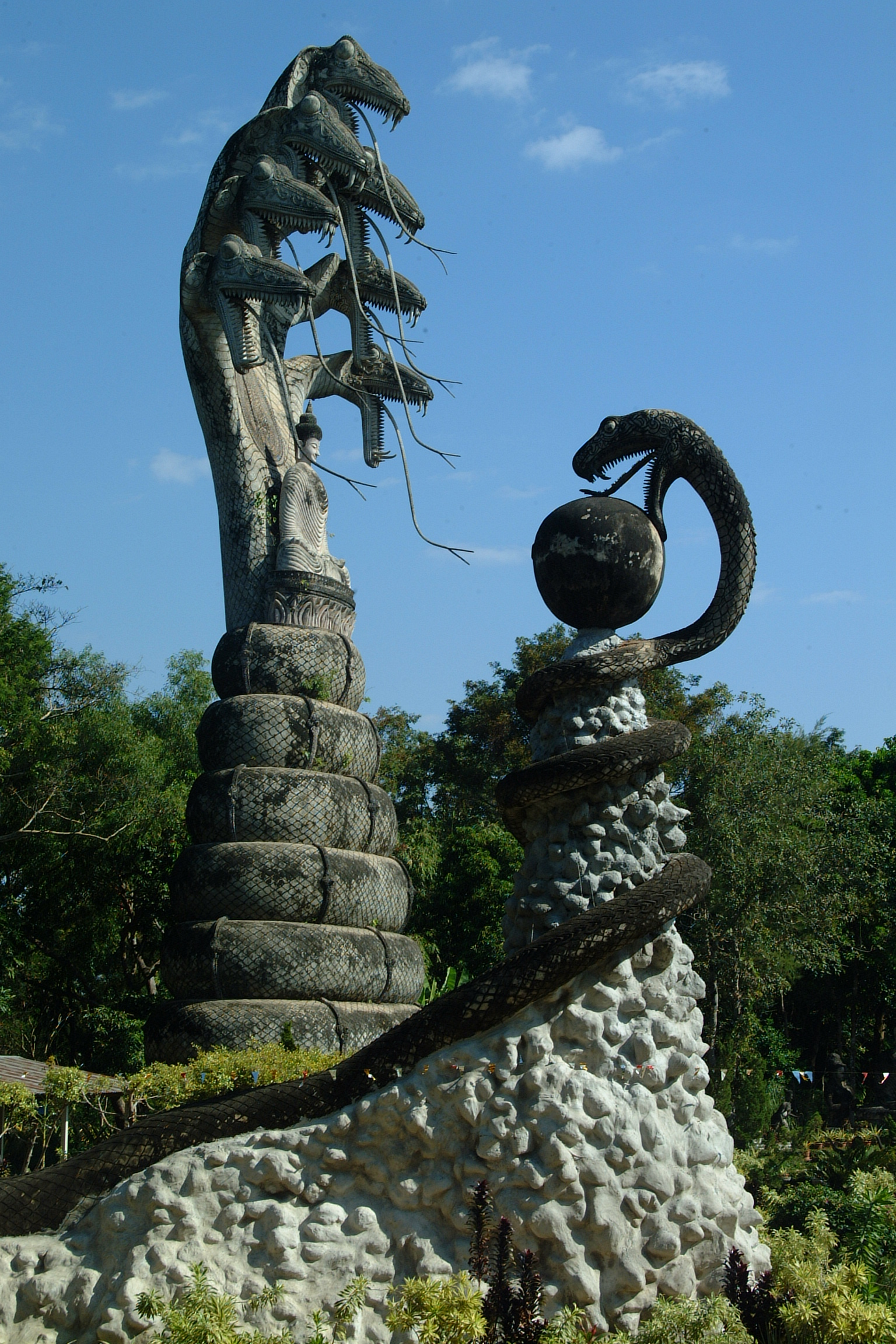
Esculturas de nagas, na fronteira da Tailândia com o Cambodja.

Naga (do sânscrito: नाग, nāga) é uma palavra em sânscrito e páli que designa um grupo de divindades da mitologia hindu e budista. Normalmente têm a forma de uma enorme cobra-real, com uma ou várias cabeças.
No grande épico Hindu Mahabharata, os Nagas tendem a ser apresentados como seres negativos, perseguidos por Garuda, o homem-pássaro, ou vítimas merecedoras de sacrifícios a deuses-serpente.
O termo Naga é muitas vezes ambíguo, pois pode também se referir, em determinados contextos, a uma das várias tribos ou etnias humanas conhecidas como nāga e a certos a tipos de elefante e de cobra.
Um Naga feminino é um nagi ou nagini.